# Digital Romance
Digital Romance er en dansk animationsfilm fra 2016 instrueret af Michael Helmuth Hansen.

## Handling
Denne artikel mangler et handlingsreferat. Hjælp os med at skrive det.

## Stemmer
- David Bateson - Kane
- Sanne Dirckinck-Holmfeld - Ballerina
- Hannah Hayes - Sister
- Timothy Josten - Brother
- Craig Frank - Anti-Virus
- Kate Kagawa Holm
- Luna Bateson